# Sigurd Christiansen
Sigurd Christiansen (n. 17 noiembrie 1891 – d. 23 octombrie 1947) a fost un prozator și dramaturg norvegian.
Romanele sale, de analiză și dezbatere etică,  prezintă aspecte inedite ale problemei culpabilității în cadrul conflictelor umane.
Romanul său Doi vii și un mort (1931) a câștigat premiul întâi la un concurs, iar mai târziu a fost adaptat în mai multe filme.

## Opera
- 1919: Moartea victimei (Offerdøden), dramă în patru acte
- 1925: Intrarea ("Indgangen");
- 1926: Edmund Jahr ("Edmund Jahr");
- 1927: Spadele ("Sverdene");
- 1929: Regatul ("Riket");
- 1931: Doi vii și un mort ("To levende og en død"); roman
- 1931: O călătorie în noapte ("En reise i natten");
- 1941: Omul de la stația de benzină ("Mannen fra bensinstasjonen").